# Marie Vojtíšková
Marie Vojtíšková (30. ledna 1928 Praha – 15. ledna 2012 Česká Lípa) byla dlouholetá ředitelka Okresního archivu v České Lípě, autorka řady odborných publikací a čestná občanka města Česká Lípa.

## Životopis
Narodila se v Praze, kde i vystudovala gymnázium a poté na Filozofické fakultě Karlovy univerzity český jazyk, literaturu a historii. Během studií se seznámila s Břetislavem Vojtíškem, za něhož se v Praze roku 1951 i vdala. Oba se pak přestěhovali do České Lípy, kde se Marie stala učitelkou, zatímco manžel přijal roku 1952 funkci ředitele českolipského muzea. Když musel narukovat k povinné základné vojenské službě, zastoupila ho v muzeu manželka a když se vrátil, přijala v roce 1955 místo první ředitelky nového českolipského a okresního archivu. Manželé v roce 1960 dokázali získat pro muzeum i archiv prostory někdejšího kláštera a později i zámek ve Stvolínkách. Marie Vojtíšková byla ředitelkou okresního archivu 30 let, do důchodu odešla v roce 1985.
Z archivu dokázala vybudovat velmi kvalitní a čistou instituci, v jeho prostorách upravila řadu archivních expozic určených veřejnosti, z nichž Svět archiválií z roku 1980 a Pečetě - umění a historický pramen z roku 1984 byly hodně ceněny, protože přesáhly svým pojetím hranice města. Absolvovala stovky přednášek, exkurzí, napsala velké množství příspěvků do tiskovin a iniciovala i vydávání samostatných publikací archivu.
Hlavně její zásluhou (a také svých spolupracovníků, např. Miloslava Sovadiny, který ji po roce 1985 zastupoval) byly vydány dvě ediční řady, nevelká edice Inventář Okresního archivu Česká Lípa a hlavně dlouholetá kvalitní edice Českolipsko literární. Přispívala do každé z vydaných publikací. Mnohé práce napsala společně se svým manželem, který byl autorem i řady samostatných prací.

## Vydané publikace
- 1975 - Nevolnická povstání na Českolipsku 1775
- 1976 - Česká Lípa, spoluautorem byl Jaroslav Panáček starší
- 1977 - Dějiny České Lípy, spoluautorem byl Jaroslav Panáček starší
- 1977 - Cesty nezapomenuté a nezapomenutelné: sborník příspěvků k československo-sovět. vzájemnosti na Českolipsku na počest 60. výročí VŘSR / redakce M. Vojtíšková; předmluva Josef Medelský, Česká Lípa: OV Socialist. akademie ČSR[3]
- 1978 - Osídlení českolipského okresu ve světle archivních dokumentů, Marie Vojtíšková, Okresní archiv v České Lípě, Socialistická akademie v České Lípě. Okresní výbor, Okresní vlastivědné muzeum v České Lípě[4]
- 1981 - Jiskry a plaménky: z historie českého národního probuzení v České Lípě[5]
- 1997 - Třpyt a stíny města České Lípy v době krále Rudolfa II
- 1998 - Židé v České Lípě, spoluautorem Mgr. Břetislav Vojtíšek, ISBN 80-85627-98-1.
- 1999 - Podivuhodné příběhy lékařského domu, ISBN 80-901955-6-3
- 1999 - Z dějin České Lípy, spoluautoři L. Smejkal a J. Panáček, ISBN 80-238-4113-0

## Ocenění
V roce 2000 byli oba manželé jmenováni čestnými občany města Česká Lípa.
V roce 2008 jí ministr vnitra udělil medaili Za zásluhy o české archivnictví.